# Vương tộc Borbone-Parma

Gia huy của Vương tộc Borbone-Parma

Vương tộc Borbone-Parma (tiếng Ý: Casa di Borbone di Parma; tiếng Tây Ban Nha: Casa de Borbón-Parma; tiếng Pháp: Maison de Bourbon-Parme; tiếng Anh: House of Bourbon-Parma) là một nhánh của Nhà Borbón-Anjou, hoàng tộc cai trị Đế quốc Tây Ban Nha, khởi phát đầu tiên từ Vua Philip V của Tây Ban Nha. Nhà Bourbon-Parma được khai sinh ra bởi người con trai thứ 2 của Vương hậu Elisabetta của Tây Ban Nha với vua Philip V là Hoàng tử Don Philip. Vị hoàng tử này được thừa kế Công quốc Parma, chiếu theo Hiệp ước Aix-la-Chapelle (1748) được ký giữa Tây Ban Nha với Đại công quốc Áo, sau 12 năm lãnh thổ này được nhượng lại cho Nhà Habsburg để đổi lấy Vương quốc Hai Sicilia.
Tên của Vương tộc Borbone-Parma được tạo ra từ việc ghép giữa tên Nhà Borbón (họ nội của Don Felipe) và Công quốc Parma (tên lãnh thổ cai trị). Tước hiệu và lãnh thổ do người nhà Borbón Tây Ban Nha nắm giữ, vì người sáng lập ra vương tộc này là chắt ngoại của Ranuccio II Farnese, Công tước của Parma.
Vương tộc Borbone-Parma đã từng cai trị với tư cách là vua của Vương quốc Etruria, Công tước của Công quốc Parma và Piacenza, Guastalla, và Lucca. Kể từ năm 1964, một nhánh của Hoàng tộc Bourbon-Parma đã trở thành Đại công tước Luxembourg và nhánh này trị vì Luxembourg cho đến tận ngày nay.